# Digging in the Dirt
Digging in the Dirt ist ein Lied des britischen Pop-Rock-Musikers Peter Gabriel aus dem Jahr 1992.

## Entstehung und Veröffentlichung
Digging in the Dirt wurde in den Real World Studios von David Bottrill aufgenommen und von Daniel Lanois mit Peter Gabriel produziert.
Die Erstveröffentlichung erfolgte als Single am 7. September 1992. Rund drei Wochen später erschien das Lied als Teil von Gabriels sechstem Studioalbum Us am 27. September 1992.
Es erschien zudem in einer orchestralen Fassung auf New Blood von 2011, außerdem auf den Kompilationen Hit von 2003 und Flotsam and Jetsam von 2019, den Livealben Secret World Live von 1994 und Live Blood von 2012 und Growing Up Live von 2019 sowie den Konzertfilmen Secret World Live von 1994, Growing Up Live von 2003 und Back to Front: Live in London von 2014.

## Ursprüngliche Livepräsentation
Die Liveversion der Secret World Tour des Songs zeichnet sich durch eine chaotische Mischung aus hohen, verzerrten E-Gitarren (von Gitarrist David Rhodes) sowie gelegentlichen, schrillen Synthesizer-Bassstößen und einem ausladenden Schlagzeugspiel aus. Gabriel trug bei dieser Tournee einen speziellen „Helm“, an dem eine Videokamera wie eine Antenne befestigt war, die seine Mimik in allen Einzelheiten zeigte, während er sich im Takt der Musik bewegte. Auf diese Weise entsteht ein besonders groteskes Bild von Gabriel, vor allem während der „Freak-out“-Sequenz, in der die Kamera auf Gabriels Kehle gerichtet ist.
Das Lied wurde danach bis 2023 immer wieder live gespielt unter anderem auch am 23. November 2003 bei einem exclusiven Konzert für Mitglieder von Peter Gabriels Full Moon Club in dem Big Room, dem größten Aufnahmeraum der Real World Studios live gespielt. Das Konzert wurde beginnend mit dem 24. April 2024 auf Gabriels Bandcamp-Kanal für die Abonnenten stückweise veröffentlicht. Am 27. Juni 2025 erschien diese Aufnahme des Songs mit dem Livealbum In the Big Room allgemein zum Download und Streaming.

## Inhalt und Bedeutung
Über den Ursprung des Liedes sagte Gabriel:

„Bei Digging In The Dirt ging es um die dunklere Seite von mir selbst. Ich habe auch ein Buch über Mord und Wut gelesen, die sich auf verschiedene Weise ausdrückt. Eines hieß Our Desire To Kill, und ich versuchte, den Bastard in mir zu finden, den ich spüren kann und mit dem ich mich viel wohler fühle. Das hat mir erlaubt, mich mit anderen Themen zu beschäftigen.“

Ursprüngliche Inspiration des Liedtextes war das Ende Gabriels Beziehung mit der Schauspielerin Rosanna Arquette.

## Artwork
Das Lied wurde, wie jeder Song auf dem Album Us, von dem Artwork eines maßgeschneiderten Kunstwerkes begleitet, das in dem Begleitheft der jeweiligen Ausgabe abgebildet ist. Das Bild wurde von Malcolm Garrett mit Assorted Images entworfen. Es verwendet ein Bild von dem Künstler Zush.

## Musikvideo
Zu Digging in the Dirt wurde ein Musikvideo von dem Regisseur und Filmproduzenten John Downer gedreht und bei Real World produziert. Das Video wurde bei den Grammy Awards 1993 mit einem Grammy Award für das beste Kurzmusikvideo (Best Music Video, Short Form) ausgezeichnet.
Das Musikvideo verwendet Stop-Motion-Animation, eine Technik, die bereits bei den Videos zu Gabriels früheren Hits Sledgehammer von 1986 und Big Time von 1987 zum Einsatz kam. Die Arbeit war sehr anstrengend, vor allem für Gabriel selbst, der mehrere Tage lang stundenlang still liegen musste. Die Frau, die in dem Video zu sehen ist, wird von Francesca Gonshaw gespielt.
Nach Gabriels eigenen Angaben wurde die Blumenwiese in den Schlussszenen des Videos von Digging in the Dirt am Rande des Parkplatzes der Real World Studios gedreht.
Das Video ist zu großen Teilen eine Erkundung der Probleme in Gabriels persönlichem Leben zu dieser Zeit, das Ende seiner Beziehung mit Rosanna Arquette, sein Wunsch, sich wieder mit seiner Tochter Melanie zu verbinden, und die Selbstheilung, die er in einer Therapie suchte.
In dem Video ist Gabriel in einer Vielzahl verstörender Bilder zu sehen, unter anderem als lebendig Begrabener, der von einer überwuchernden Wand aus Laub verschlungen wird, was mit Hilfe eines langwierigen Stop-Motion-Verfahrens gefilmt wurde. Er gerät in Wut, als er versucht, eine Wespe zu erschlagen, von der er gestochen wurde. Für dieses Video kehrte Gabriel zu den Methoden Stop-Motion und Knetanimation zurück, die ihm in den 1980er Jahren oft gute Dienste geleistet hatten, und verzichtete auf die in Steam verwendeten Computergrafiken.
Am Anfang des Videos bildet sich das Wort „DIG“ im Gras, während dunkle Bilder zu sehen sind. Gabriel verwandelt sich in ein Skelett, während er gleichzeitig versucht, sich selbst auszugraben. Am Ende bleibt den Zuschauern ein Hoffnungsschimmer, als Pilze sprießen und das Wort „HELP“ bilden, gefolgt von „HEAL“ in Form von blühenden Blumen, nachdem Gabriel aus dem Untergrund aufgetaucht ist, nun in Weiß gekleidet.

## Titelliste
- 7″ / CD-Single

1. Digging in the Dirt  – 5:16
2. Quiet Steam – 6:23

- CD-Single / CD-Digipak

1. Digging in the Dirt – 5:16
2. Digging in the Dirt (Instrumental) – 5:10
3. Quiet Steam – 6:25

- 12″ / CD-Maxi-Single (Aqua Sleeve) / CD-Maxi-Single (Brown Sleeve)

1. Digging in the Dirt (LP Version) – 5:16
2. Digging in the Dirt (Instrumental) – 5:10
3. Quiet Steam – 6:25
4. Bashi-Bazouk – 4:47

## Mitwirkende

### Musiker
- Babacar Faye – Djembé
- Peter Gabriel – Bass-Synthesizer, Gesang, Keyboard
- Peter Hammill – Begleitgesang
- Manu Katché – Schlagzeug
- Tony Levin – E-Bass
- Richard Macphail – Begleitgesang
- Leo Nocentelli – zusätzliche E-Gitarre
- Ayub Ogada – Begleitgesang
- Hossam Ramzy – Surdo
- David Rhodes – E-Gitarre
- Assane Thiam – Tama

### Technisches Personal
- Assorted Images – Design
- Richard Blair – zusätzliche Musikprogrammierung
- David Bottrill – Abmischung, zusätzliche Musikprogrammierung, Tonaufnahme
- Peter Gabriel – Liedtext, Komposition, Musikproduktion, Musikprogrammierung
- Malcolm Garrett – Artwork (Cover)
- Daniel Lanois – Musikproduktion
- Alberto Porta (Zush) – Malerei (Cover)

## Chartplatzierungen
| ChartsChartplatzierungen       | Höchstplatzierung | Wochen |
| ------------------------------ | ----------------- | ------ |
| Deutschland (GfK)              | 23 (13 Wo.)       | 13     |
| Österreich (Ö3)                | 29 (2 Wo.)        | 2      |
| Schweiz (IFPI)                 | 12 (14 Wo.)       | 14     |
| Vereinigtes Königreich (OCC)   | 24 (4 Wo.)        | 4      |
| Vereinigte Staaten (Billboard) | 52 (11 Wo.)       | 11     |

## Andere Versionen

### Version von Sheryl Crow feat. Peter Gabriel
Am 8. März 2024 erschien Digging in the Dirt in einer Coverversion von Sheryl Crow, in der Peter Gabriel mit einem Begleitgesang einzelne Passagen singt. Der Song entstand als letzter im Rahmen der Arbeiten an dem Album Evolution vom 29. März 2024. In einem Facebook-Reel erklärte Sheryl Crow, dass der Song an Peter Gabriel geschickt wurde und dieser den Song dann mit zusätzlichem Gesang zurück schickte, was Sheryl Crow „einfach umgehauen hat, da niemand diesen Song so singt wie Peter Gabriel“.

### Weitere Interpreten
Die Datenbank mit Coverversionen SecondHandSongs listete 2024 27 verschiedene Versionen auf.